# Szató Rjúdzsi
Szató Rjúdzsi, nemzetközi sajtóban Ryuji Sato (japánul: 佐藤隆治) (Nagoja, Aicsi prefektúra, 1977. április 16. –) japán nemzetközi labdarúgó-játékvezető.	

## Pályafutása
Játékvezetésből 2004-ben Nagojában vizsgázott. A Nagojai labdarúgó-szövetség által üzemeltetett bajnokságokban kezdte szolgálatát. A JFA Játékvezető Bizottságának (JB) minősítésével 2007-től a J2 Liga, majd a Division 1 játékvezetője. 2009-től profi bíró. Küldési gyakorlat szerint rendszeres 4. bírói szolgálatot is végez. J. League Division 1 mérkőzéseinek száma:  118 (2015. május 16.).
A Japán labdarúgó-szövetségJB terjesztette fel nemzetközi játékvezetőnek, a Nemzetközi Labdarúgó-szövetség (FIFA) 2009-től tartja nyilván bírói keretében. A FIFA JB központi nyelvei közül a angolt beszéli. Több nemzetek közötti válogatott (Labdarúgó-világbajnokság, Ázsia-kupa, Suzuki Kupa, AFC Challenge Cup, Kelet-ázsiai labdarúgó-bajnokság), valamint AFC-kupa és AFC-bajnokok ligája labdarúgó-bajnoki klubmérkőzést vezetett, vagy működő társának 4. bíróként segített. 2010-ben egy sportpolitikai csereprogram keretében Angliában működhetett. Division 1 mérkőzéseinek száma:  118 (2015. május 16.).
A 2015-ös U20-as labdarúgó-világbajnokságot, ahol a FIFA JB bíróként foglalkoztatta.
| Időpont         | Helyszín                     | Mérkőzés típusa              | Mérkőzés           | Eredmény | Nézők száma |
| --------------- | ---------------------------- | ---------------------------- | ------------------ | -------- | ----------- |
| 2015. május 31. | Otago Stadion, Dunedin       | csoportmérkőzés (D. csoport) | Uruguay–Szerbia    | 1 – 0    | 6048        |
| 2015. június 5  | Regional Stadion, Wellington | csoportmérkőzés (B. csoport) | Ausztria–Argentína | 0 – 0    | 13 874      |

A 2014-es labdarúgó-világbajnokságon a FIFA JB játékvezetőként alkalmazta. Selejtező mérkőzéseket az AFC zónában vezetett.
| Időpont          | Helyszín                  | Mérkőzés típusa                 | Mérkőzés        | Eredmény | Nézők száma |
| ---------------- | ------------------------- | ------------------------------- | --------------- | -------- | ----------- |
| 2011. július 3.  | Nemzeti Stadion, Vientián | (2014 vb) előselejtező (1. kőr) | Laosz–Kambodzsa | 6 – 2    | 9000        |
| 2011. július 28. | Thuwunna Stadion, Rangun  | (2014 vb) előselejtező (2. kör) | Mianmar–Omán    | 0 – 2    | 30 000      |

A 2015-ös Ázsia-kupa labdarúgó tornán az Ázsiai Labdarúgó-szövetség (AFC) JB bírói szolgálatra vette igénybe.
| Időpont            | Helyszín                              | Mérkőzés típusa                     | Mérkőzés                                              | Eredmény | Nézők száma |
| ------------------ | ------------------------------------- | ----------------------------------- | ----------------------------------------------------- | -------- | ----------- |
| 2013. február 6.   | Racsamangala Stadion, Bangkok         | (2015-ös) előselejtező (B. csoport) | Thaiföld–Kuvait                                       | 1 – 3    | 15 000      |
| 2013. október 15.  | Shah Alam Stadion, Shah Alam          | (2015-ös) előselejtező (D. csoport) | Malajzia–Bahrein                                      | 1 – 1    | 6500        |
| 2013. november 19. | Mohammed Bin Zayed Stadion, Abu-Dzabi | (2015-ös) előselejtező (E. csoport) | Egyesült Arab Emírségek–Vietnam                       | 5 – 0    | 9674        |
| 2015. január 13.   | Australia Stadion, Sydney             | csoportmérkőzés (A. csoport)        | Ománi labdarúgó-válogatott–Ausztrália                 | 0 – 4    | 50 276      |
| 2015. január 19.   | Brisbane Stadion, Brisbane            | csoportmérkőzés (C. csoport)        | Irán–Egyesült arab emírségekbeli labdarúgó-válogatott | 1 – 0    | 11 394      |
| 2015. január 26.   | Australia Stadion, Sydney             | egyik elődöntő                      | Dél-Korea–Irak                                        | 2 – 0    | 36 053      |

A 2010-es Suzuki Kupa nemzetközi labdarúgó versenyen az AFC JB bíróként alkalmazta.
| Időpont           | Helyszín                           | Mérkőzés típusa              | Mérkőzés                                 | Eredmény | Nézők száma |
| ----------------- | ---------------------------------- | ---------------------------- | ---------------------------------------- | -------- | ----------- |
| 2010. december 1. | Gelora Bung Karno Stadion, Jakarta | csoportmérkőzés (A. csoport) | Thaiföldi labdarúgó-válogatott–Laosz     | 2 – 2    |             |
| 2010. december 7. | Gelora Bung Karno Stadion, Jakarta | csoportmérkőzés (A. csoport) | Indonézia–Thaiföldi labdarúgó-válogatott | 0 – 3    | 65 000      |

A 2012-es AFC-Kihívás kupa nemzetközi labdarúgó tornán az AFC JB hivatalnoki feladatokra alkalmazta.
| Időpont           | Helyszín                               | Mérkőzés típusa              | Mérkőzés                     | Eredmény | Nézők száma |
| ----------------- | -------------------------------------- | ---------------------------- | ---------------------------- | -------- | ----------- |
| 2012. március 8.  | Dasarath Rangasala Stadion, Katmandu   | csoportmérkőzés (A. csoport) | Nepál–Palesztin              | 0 – 2    | 12 300      |
| 2012. március 13. | Création de Halchowk Stadion, Katmandu | csoportmérkőzés (B. csoport) | Tádzsikisztán–Fülöp-szigetek | 1 – 2    | 800         |
| 2012. március 19. | Dasarath Rangasala Stadion, Katmandu   | döntő                        | Türkmenisztán–Észak-Korea    | 1 – 2    | 900         |

2010-es Kelet-ázsiai labdarúgó-bajnokságon az AFC játékvezetőként alkalmazta. 
| Időpont           | Helyszín                | Mérkőzés típusa                 | Mérkőzés                                               | Eredmény | Nézők száma |
| ----------------- | ----------------------- | ------------------------------- | ------------------------------------------------------ | -------- | ----------- |
| 2009. március 11. | Leo Palace Resort, Yona | csoportmérkőzés (1. csoport)    | Makaó–Északi-Mariana-szigetek                          | 6 – 1    |             |
| 2009. március 15. | Leo Palace Resort, Yona | csoportmérkőzés (1. csoport)    | Északi-Mariana-szigeteki labdarúgó-válogatott–Mongólia | 1 – 4    | 700         |
| 2010. február 7.  | Olimpiai Stadion, Tokió | csoportmérkőzés (döntő csoport) | Dél-korea labdarúgó-válogatott–Hongkong                | 5 – 0    | 2728        |

A 2016. évi nyári olimpiai játékokra a FIFA JB bírói szolgálatra jelölte.
| Időpont            | Helyszín                                    | Mérkőzés típusa              | Mérkőzés                      | Eredmény | Nézők száma |
| ------------------ | ------------------------------------------- | ---------------------------- | ----------------------------- | -------- | ----------- |
| 2016. augusztus 7. | Estádio Nacional de Brasília, Brazíliaváros | csoportmérkőzés (A. csoport) | Dánia–Dél-afrikai Köztársaság | 1 – 0    | 32 314      |